# GNU Common Lisp
GNU Common Lisp (GCL) は、GNUプロジェクトによるCommon Lispコンパイラである。Kyoto Common Lispは直接の先祖にあたる。処理系は、Common LispのコードからCのコードを生成し、次にCコンパイラを呼び出すことでネイティブのオブジェクトコードを生成する。
GCLは、大規模プロジェクトにおいて実装言語としての採用の実績がある。代表的なものには、Maxima、AXIOM、HOL88、ACL2等の数式処理システムや自動定理証明器などがある。GCLは、11種の計算機アーキテクチャ上のLinux、FreeBSD、Solaris、macOS、Microsoft Windows等のOS上で稼動する。
GCLは長らく1984年版のCommon Lispの旧仕様に準拠していたが、バージョン2.7.1でANSI Common Lisp規格の大規模なテスト(ansi-test)を全てパスし、ANSI Common Lisp準拠といえる処理系の一つとなった。
ANSI規格準拠モードで起動するには
```
GCL_ANSI=1 gcl

```

等、環境変数GCL_ANSIに任意の値を設定して起動する。

## 関連
- CLISP – GNUプロジェクトによる別のCommon Lisp処理系